# مکانیک محیط‌های پیوسته
مکانیک محیط‌های پیوسته (به انگلیسی: Continuum mechanics) (به فرانسوی: Mécanique des milieux continus) شاخه‌ای گسترده از مکانیک کلاسیک است که به مطالعهٔ رفتار مکانیکی جامدات، و سیالات می‌پردازد که به عنوان یک جرم پیوسته به جای ذرات گسسته مدل شده اند . آگوستین لوئی کوشی، ریاضیدان فرانسوی، اولین کسی بود که چنین مدل هایی را در قرن نوزدهم تدوین کرد.
در این تئوری مواد رفتار پیوسته دارند، یعنی در حجم بی‌نهایت کوچک یک ماده،جسم کاملاً یکپارچه است. (اتم‌ها در جسم را در نظر نمی‌گیریم.)  به عبارتی وجود اتم‌ها را در مواد در نظر نمی‌گیریم و آن را یک جسم بدون اتم پیوسته فرض می‌کنیم.

## توضیح
در یک مدل پیوسته فرض می‌شود که جوهر جسم فضای اشغال شده را پر می‌کند. مدل سازی اجسام به این روش این واقعیت را نادیده می‌گیرد که ماده از اتم ساخته شده است و بنابراین پیوسته نیست. با این حال، در مقیاس های طولی بسیار بیشتر از فاصله های بین اتمی، چنین مدل هایی بسیار دقیق هستند. این مدل‌ها را می‌توان برای استخراج معادلات دیفرانسیل استفاده کرد که رفتار چنین اجسامی را با استفاده از قوانین فیزیکی، مانند بقای جرم، بقای تکانه و بقای انرژی توصیف می‌کنند و برخی اطلاعات در مورد مواد توسط روابط سازنده ارائه می‌شود. مکانیک پیوسته به خواص فیزیکی جامدات و سیالاتی می پردازد که مستقل از هر سیستم مختصاتی خاصی هستند که در آن مشاهده می شوند. سپس خواص فیزیکی توسط تانسورها نشان داده می شود، که اشیای ریاضی با خاصیت مستقل بودن از سیستم مختصات هستند. سیستم های مختصات به این تانسورها اجازه می‌دهد تا به صورت محاسباتی بیان شوند.

## مفهوم محیط پیوسته (پیوستار)
فضا مولکول‌هایی را که جامدات، مایعات و گازها را می‌سازند جدا می‌کند. مواد دارای ترک و ناپیوستگی در سطح میکروسکوپی هستند. پدیده‌های فیزیکی را می‌توان در صورتی مدل‌سازی کرد که مواد به‌صورت پیوسته وجود داشته باشند، به این معنی که ماده در بدن به طور پیوسته توزیع می‌شود و کل فضایی را که اشغال می‌کند پر می‌کند. پیوسته جسمی است که می‌توان آن را به‌طور پیوسته به عناصر بی‌نهایت کوچک تقسیم کرد و ویژگی‌های آن مواد حجیم است. اعتبار فرض پیوسته را می توان با یک تحلیل نظری تأیید کرد، که در آن یا مقداری تناوب واضح مشخص می‌شود یا همگنی (homogeneity) و ارگودیسیته (ergodicity) آماری ریزساختار وجود دارد. به طور خاص، فرضیه/فرض پیوسته به مفاهیم حجم ابتدایی نماینده و جداسازی مقیاس ها بر اساس شرایط هیل-ماندل بستگی دارد. این شرط پیوندی بین دیدگاه تجربی و نظریه‌پرداز در مورد معادلات سازنده (خطی و غیرخطی الاستیک/غیر کشسان یا میدان‌های جفت شده) و همچنین راهی برای میانگین‌گیری مکانی و آماری ریزساختار فراهم می‌کند. هنگامی که جداسازی مقیاس ها برقرار نیست، یا زمانی که فرد می خواهد زنجیره ای با وضوح بهتر از اندازه عنصر حجم نماینده (RVE) ایجاد کند، یک عنصر حجم آماری (SVE) استفاده می شود که منجر به ایجاد زمینه های زنجیره تصادفی می شود. دومی سپس یک مبنای میکرومکانیک برای عناصر محدود تصادفی (SFE) فراهم می کند. سطوح SVE و RVE مکانیک پیوسته را به مکانیک آماری پیوند می دهد. از نظر تجربی، RVE تنها زمانی قابل ارزیابی است که پاسخ سازنده از نظر فضایی همگن باشد.

## مثال مفهومی

### ترافیک خودرو به عنوان یک مثال مقدماتی
ترافیک ماشین را در یک بزرگراه در نظر بگیرید که برای سادگی فقط یک خط دارد. تا حدودی تعجب آور است، و در ادای احترام به اثربخشی آن، مکانیک پیوسته به طور مؤثر حرکت اتومبیل ها را از طریق یک معادله دیفرانسیل جزئی (PDE) برای چگالی اتومبیل ها مدل می کند. آشنایی با این موقعیت ما را قادر می سازد تا کمی از دوگانگی پیوسته-گسسته زیربنایی مدل سازی پیوسته را به طور کلی درک کنیم.
برای شروع مدلسازی تعریف کنید که: {\displaystyle x} فاصله (بر حسب کیلومتر) در امتداد بزرگراه را اندازه می گیرد. {\displaystyle t} زمان (بر حسب دقیقه) است. {\displaystyle \rho (x,t)} تراکم اتومبیل‌ها در بزرگراه است (برحسب اتومبیل بر کیلومتر در هر خط). و {\displaystyle u(x,t)} سرعت جریان (متوسط سرعت) این خودروها در موقعیت {\displaystyle x} است.

### استخراج معادله دیفرانسیل جزئی از قانون پایستاری
ماشین‌ها به وجود نمی‌آیند و ناپدید نمی‌شوند. هر گروهی از خودروها را در نظر بگیرید: از خودروی خاص در پشت گروه واقع در {\displaystyle x=a(t)} تا خودروی خاص در جلو واقع در {\displaystyle x=b(t)}. تعداد کل خودروهای این گروه {\textstyle N=\int _{a(t)}^{b(t)}\rho (x,t)\,dx} است. از آنجایی که تعداد اتومبیل‌ها حفظ می‌شوند (اگر سبقت‌گیری وجود داشته باشد، «ماشین در جلو / عقب» ممکن است به خودرویی متفاوت تبدیل شود) {\displaystyle dN/dt=0}. اما از طریق قانون انتگرال لایب نیتس می‌توان نوشت:
{\displaystyle {\begin{aligned}{}{\frac {dN}{dt}}&={\frac {d}{dt}}\int _{a(t)}^{b(t)}\rho (x,t)\,dx\\&=\int _{a}^{b}{\frac {\partial \rho }{\partial t}}\,dx+\rho (b,t){\frac {db}{dt}}-\rho (a,t){\frac {da}{dt}}\\&=\int _{a}^{b}{\frac {\partial \rho }{\partial t}}\,dx+\rho (b,t)u(b,t)-\rho (a,t)u(a,t)\\&=\int _{a}^{b}\left[{\frac {\partial \rho }{\partial t}}+{\frac {\partial }{\partial x}}(\rho u)\right]dx\end{aligned}}}
این انتگرال برای صفر بودن برای همه گروه‌ها، یعنی برای همه بازه‌ها {\displaystyle [a,b]} صادق است. تنها راهی که یک انتگرال می‌تواند برای همه فواصل صفر باشد این است که انتگرال برای همه {\displaystyle x} ها صفر باشد. در نتیجه، قانون پایستاری معادله دیفرانسیل جزئی غیرخطی مرتبه اول را به دست می‌آورد.
{\displaystyle {\frac {\partial \rho }{\partial t}}+{\frac {\partial }{\partial x}}(\rho u)=0}
برای تمام موقعیت ها در بزرگراه این معادله دیفرانسیل جزئی قانون پایستاری تنها برای تردد خودروها بلکه در مورد مایعات، مواد جامد، جمعیت، حیوانات، گیاهان، آتش‌سوزی‌های جنگلی، معامله‌گران مالی و غیره نیز اعمال می‌شود.

## توضیحات
- محیط‌های پیوسته در جامدات به دو دسته زیر تقسیم می‌شوند:

 ۱-ناحیه پیوسته ساده یا بسیط (simply connected region)

 ۲-ناحیهٔ پیوسته مرکب (multiply connected region)

 ناحیهٔ ساده ناحیه‌ای است که تابع جابجایی در تمام نقاط آن پیوسته و تحلیلی باشد مانند یک استوانهٔ توپر یا یک کرهٔ توخالی که همهٔ سطوح آن تحلیلی است. ناحیهٔ پیوستهٔ مرکب ناحیه‌ای است که جابجایی‌ها در حداقل یکی از سطوح آن تحلیلی نباشد؛ مانند قاعده‌های یک استوانهٔ توخالی.
- شرط لازم و کافی برای یکتایی (جواب‌های به دست آمده برای جابه جایی) و پیوستگی یک ناحیهٔ ساده، این است که معادلات سازگاری را ارضاء نماید. در نواحی مرکب جهت اطمینان از یکتایی و پیوستگی باید علاوه بر معادلات سازگاری انتگرال cesaro بر روی مرز هر یک از کانتورهای داخل آن ناحیه صفر شود.

مدل و مفهوم پیوسته بودن محیط‌ها از ریاضیات می‌آید. مجموعه اعداد حقیقی یک محیط پیوسته ایجاد می‌کند که در آن بین هر دو عدد حقیقی مجزا عدد حقیقی مجزای دیگری وجود دارد، و بدین گونه، همواره بینهایت عدد حقیقی دیگر مابین هر دو عدد مجزای حقیقی (هرچقدر هم نزدیک به هم) یافت می‌شود.
چنانچه مفهوم بالا پیرامون پیوستگی مجموعه اعداد حقیقی را در مورد مواد تعمیم دهیم به مدل توزیع پیوسته مواد در فضا (مکان) خواهیم رسید.